# Puente de San Pablo (Covarrubias)
El puente de San Pablo es un puente de origen medieval situado sobre el río Arlanza, a la salida del núcleo de Covarrubias en dirección a Santo Domingo de Silos (provincia de Burgos, Castilla y León, España). Declarado, junto a otros monumentos, como Conjunto Histórico en 1965.

## Historia
El puente tiene un escudo con un emblema que indica que lleva construido desde el origen medieval de la villa de Covarrubias. Este puente existe gracias a la importancia que obtuvo la actividad mercantil por la zona, ya que era un núcleo importante en la época.
Por todo esto, el puente San Pablo tuvo modificaciones en su construcción a lo largo de los siglos XVI, XVII, XVIII, XIX y XX. Tras todas estas modificaciones, el puente no ha sido modificado más y luce tal y como se dejó en el siglo XX.
En sus numerosas reformas participaron diversos maestros. En la reforma que se realizó en 1693 participaron los maestros cántabros Sebastián Andrés de la Sierra y Juan de Rivas Puente. La siguiente reconstrucción fue más importante, se hizo en los años 1740 y vino de la mano de uno de los profesionales más reconocidos de la época en esta especialidad, Marcos de Viena Pellón. El proyecto fue creado por Diego de la Riva y Francisco Manuel de Cueto.

## Descripción
Es un puente que mezcla varios estilos arquitectónicos, pero predomina el barroco.
Es un puente de sillería con vanos de medio punto y uno rebajado. Tiene tajamares apuntados aguas arriba y lo recubren otros rectangulares aguas abajo. Tiene también balconcillos, siguiendo los gustos de la época, y su perfil es algo alomado. Su planta es algo curva en posición oblicua al cauce y tiene pretil con albardilla.
Tiene una longitud de 77 metros, una anchura de 6 metros y se encuentra a 7,40 metros de altura sobre el cauce del río aguas arriba. Sus cinco arcos de medio punto menos el del extremo meridional, tienen una luz de 13,50 metros. Es de uso público desde su creación hasta hoy y no es muy famoso en comparación con otros monumentos como el Torreón de Fernán González o la iglesia de Santo Tomás.